# Милорадович Володимир Родіонович
Володимир Родіонович Милорадович (23 вересня 1851, Полтавська губернія — після 1917) — дворянин Російської імперії, депутат Державної думи Російської імперії III скликання від Полтавської губернії.

## Життєпис
Народився 23 вересня 1851 року в Полтавській губернії в родині Родіона Миколайовича Милорадовича (1803—1865) та Єлизавети Георгіївни Ходолей, дочки чиновника VIII класу. Походив із козацько-старшинського роду Милорадовичів.
Освіту здобув у Полтавській гімназії та Інституті інженерів шляхів сполучення в Санкт-Петербурзі.
Після навчання займався сільським господарством у своєму маєтку в Прилуцькому повіті. У 1881—1883 роках був почесним мировим суддею Прилуцького округу, в 1883—1895 — головою Прилуцької повітової земської управи. З 1885 року до розпаду Російської імперії в 1917 році був предводителем дворянства Прилуцького повіту. Гласний Полтавського губернського земства. Почесний опікун Прилуцької гімназії. Мав чин дійсного статського радника. Володів землею загальною площею 400 десятин.

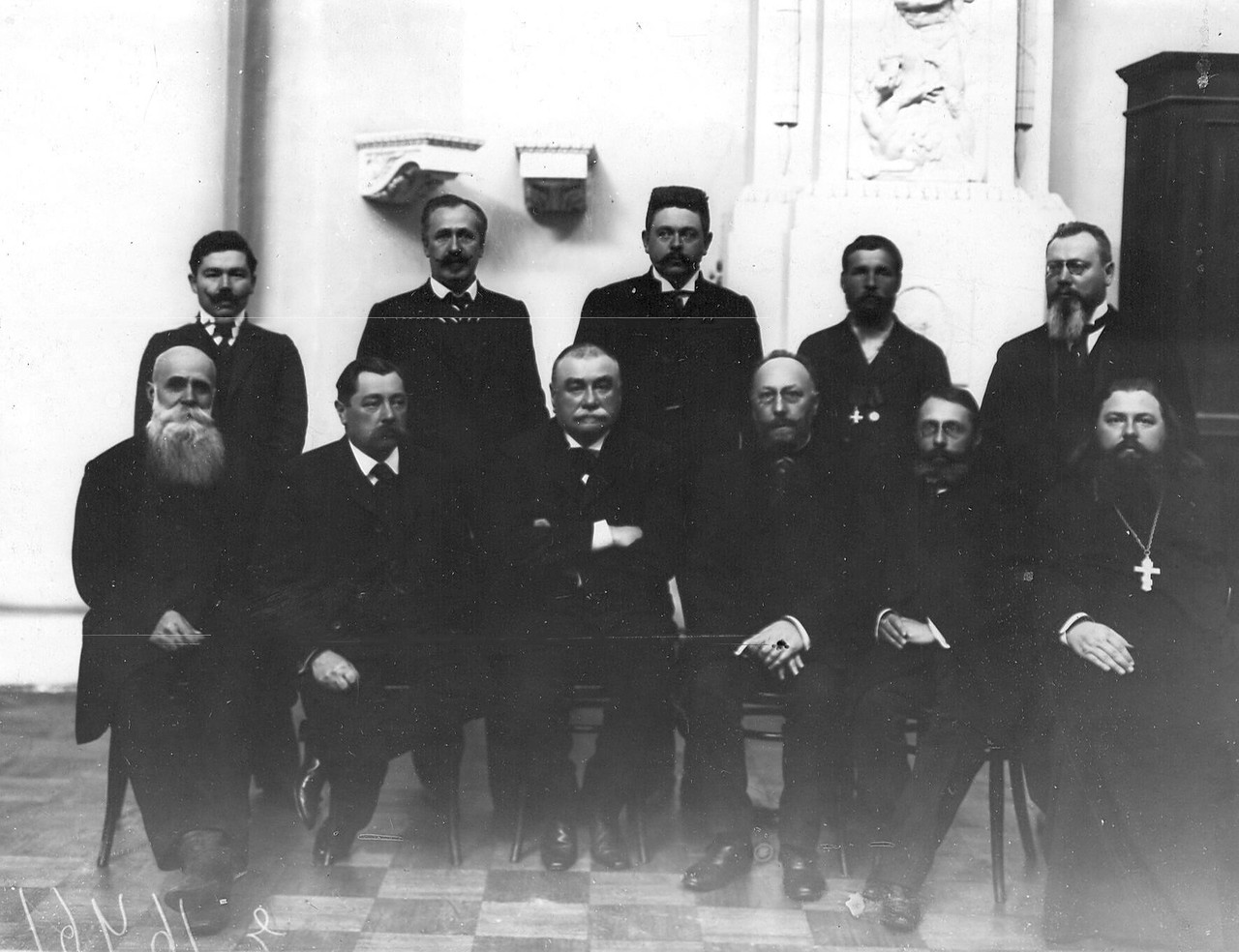
Депутати Державної думи III скликання від Полтавської губернії. Володимир Милорадович третій справа, сидить

15 жовтня 1907 року обраний до Державної думи Російської імперії III скликання від Полтавської губернії. У перших двох сесіях скликання входив до Національної фракції правих, у 3-5 — фракції націоналістів. Був членом комісій щодо судових реформ, з виконання державного розпису доходів та витрат, з робітничого питання, з розбору кореспонденції, про впорядкування вивізної хлібної торгівлі за кордон, фінансової комісії.
Доля після 1917 року невідома. Помер неодруженим.